# Betty Curtis
Betty Curtis, född 21 mars 1936 i Milano, död 15 juni 2006, var en italiensk sångare.
Curtis deltog under Eurovision Song Contest 1961 med låten Al di là. Låten slutade på delad femteplats med det danska bidraget Angelique av Dario Campeotto. Totalt fick låten tolv poäng.